# Bryn Terfel
Sir Bryn Terfel ([ˈbrɨn ˈtɛrvɛl] en prononciation galloise), de son vrai nom Bryn Terfel Jones, né à Pant Glas (Pays de Galles) le 9 novembre 1965, est un chanteur d'opéra de voix baryton-basse réputé tant pour ses qualités vocales que pour sa présence en scène.
C'est principalement avec des rôles de Mozart, notamment celui de Leporello dans Don Giovanni, que Bryn Terfel s'est initialement fait connaître. Il a ensuite étoffé son répertoire pour y inclure des rôles plus ardus, tels ceux des opéras de Wagner et Puccini, notamment celui de Scarpia dans Tosca.

## Biographie
Attiré par la musique dès son plus jeune âge, Bryn Terfel est initié au chant traditionnel gallois par un ami de sa famille. Doué, il remporte de nombreux concours de chant et, en 1984, part étudier à la Guildhall School of Music and Drama de Londres qu'il quitte en 1989. Cette même année, il acquiert une notoriété en Angleterre en remportant l'illustre concours de la BBC « Singer of the World » dans la catégorie Lieder.

### Carrière
En 1990, il fait ses débuts à l'Opéra national du Pays de Galles en jouant Guglielmo dans Così fan tutte. Durant la même saison, il tient le rôle-titre dans Le Nozze di Figaro et c'est avec ce même rôle qu'il débute en 1991 avec l'Opéra national d'Angleterre.
Bryn Terfel fait ses débuts aux États-Unis en jouant Figaro à l'opéra de Santa Fe, et se produit à Covent Garden en 1992 dans le rôle de Leporello (Don Giovanni), aux côtés de Thomas Allen dans le rôle-titre. Sa véritable percée internationale vient avec son interprétation de Jochanaan dans Salomé de Richard Strauss au festival de Salzbourg 1992. Il va alors chanter Figaro à l'opéra de Vienne et signe un contrat d'exclusivité avec Deutsche Grammophon, label pour lequel il enregistre en 1998 La Damnation de Faust de Berlioz sous la direction de Myung-Whun Chung. Il retourne ensuite à l'Opéra national du Pays de Galles pour y interpréter Ford dans Falstaff.
En 1994, Bryn Terfel tient le rôle de Figaro à Covent Garden et fait ses débuts au Metropolitan Opera de New York dans ce même rôle. Il interprète aussi la Huitième Symphonie de Gustav Mahler au festival de Ravinia, sous la direction de James Levine. En 1996, il inclut Wagner et Stravinsky à son répertoire et interprète le Wolfram de Tannhäuser au Metropolitan Opera et Nick Shadow dans The Rake's Progress à l'Opéra national du Pays de Galles.
Il fait ses débuts à La Scala de Milan dans le rôle de Figaro en 1997 et donne l'année suivante un récital au Carnegie Hall dans lequel il interprète, entre autres, des œuvres de Wolf, Fauré, Brahms, Schumann, Schubert.
C'est à Paris en 1999 que Bryn Terfel incarne Don Giovanni pour la première fois. La même année, il prête sa voix à Falstaff à l'Opéra lyrique de Chicago.
Débuté en 2000, le festival de Faenol accueille chaque année près de Snowdonia, au Pays de Galles, des chanteurs d'opéra à la renommée mondiale et des chanteurs populaires gallois.
En 2023, il est choisi pour interpréter le kyrie eleison en gallois lors du couronnement du roi Charles III à l’abbaye de Westminster.

### Distinction
En 2003, le Prince de Galles lui décerne le titre de commandeur de l'ordre de l'Empire britannique.

### Vie personnelle
En 1994 et 2000, Bryn Terfel doit annuler plusieurs représentations pour se faire opérer au dos.
Terfel a été marié à Lesley, son amour d'enfance, jusqu'à leur séparation en 2012 et leur divorce en 2013. Tous deux vivaient à Bontnewydd, près de Caernarfon, entourés de leurs trois enfants : Tomos, Morgan et Deio Sion.